# Guerra dels fosforits
La Guerra dels fosforits (estonià: Fosforiidisõda) és el nom donat a una campanya mediambiental de finals de la dècada del 1980 a l'aleshores República Socialista Soviètica d'Estònia, contra l'obertura de grans mines de fosforita a la regió de Virumaa. El moviment, que va assolir el màxim el 1987, va tenir èxit a l'hora d'assolir els seus objectius immediats, però també a encoratjar i enfortir el moviment nacionalista que va portar a la restauració de la independència d'Estònia el 1991.  A Estònia es considera un catalitzador que va provocar la desestabilització i la dissolució del govern soviètic a Estònia.
La campanya es va centrar en dos grans temes. La degradació ambiental a gran escala que provocarien les noves mines va ser el tema més habitual en la discussió pública. L'altre tema, més encobert, era la por que la necessitat de mà d'obra de les noves mines iniciés una onada migratòria, que portaria a Estònia desenes de milers de treballadors d'altres parts de la Unió Soviètica. Segons l'opinió dels estonians, això hauria empitjorat molt el ja fràgil balanç demogràfic (la proporció dels estonians a Estònia va baixar d'aproximadament el 97% immediatament després de la Segona Guerra Mundial al 61,5% el 1989).

## Antecedents i primeres accions

Dipòsits de fosforita al nord d'Estònia

A diversos llocs del nord d'Estònia es troben dipòsits de fosforita (gres d’Obolus al límit del Cambrià superior/ Ordovicià inferior). El jaciment de Rakvere, situat principalment al comtat de Lääne-Viru, és el jaciment de fosforita més gran d'Europa. L'explotació de fosforita a Estònia va començar el 1924 prop de Maardu. L'any 1940 es va obrir una nova mina més gran, que juntament amb una fàbrica productora d'adobs de fòsfor de baix grau va funcionar fins a finals de 1991, provocant diversos problemes ambientals a la zona. Actualment, no s'extreu fosforita a Estònia, ja que no es considera econòmicament viable.
Les mines proposades haurien estat localitzades a Toolse, Kabala i prop de Rakvere. L'estudi i l'avaluació de l'impacte ambiental d'aquests jaciments va començar el 1972. El projecte corresponent va ser liderat per l'Acadèmia de Ciències de la SSR d'Estònia, que va decidir que el pla era especialment hostil mediambientalment, motiu pel qual es va aturar la construcció de les mines.
El projecte de la urbanització per als treballadors de la mina de fosforita Toolse, elaborat pel Projecte Estonian, data de 1979 i pretenia construir 108 edificis residencials per a 17.000 persones.
El govern central de la Unió Soviètica a Moscou es va interessar a explotar els jaciments de fosforita al comtat de Lääne-Viru a principis dels anys setanta. Les primeres propostes van suggerir l'explotació del jaciment de Toolse (al nord de Rakvere), però a principis de la dècada del 1980 es van deixar de banda els plans per a la mina de Toolse i, en canvi, l'explotació del jaciment de Rakvere es va considerar més favorable. Els plans no es van fer públics, però entre els científics i ecologistes estonians implicats en la presa de decisions hi va haver una oposició considerable al pla. En particular, hi havia persones a l’Acadèmia de Ciències d'Estònia, com Endel Lippmaa, que eren conscients i s'oposaven al pla.

## Esdeveniments importants
L'11 de setembre de 1985, el Comitè Central del PCUS i el Consell de Ministres van adoptar la Resolució núm. 874, que va destinar 18 milions de rubles a Estònia per a la construcció de mines de fosforita el 1989-1990. El 20 de novembre del mateix any, el Consell de Ministres de la RSS d'Estònia i el Consell de Ministres de la RSS d'Estònia van emetre el Reglament núm. 593, que va aprovar el desenvolupament de la producció de fertilitzants minerals a Estònia el 1986–1990.
El 25 de febrer de 1987 es va donar a conèixer el problema de la fosforita, que s'utilitza sovint per marcar l'inici de la Guerra de la fosforita. Aquest dia, els plans de Moscou per expandir la mineria de fosforita al nord d'Estònia es van revelar a la televisió estoniana. Tot i que el Partit Comunista d'Estònia va mantenir públicament una posició que la decisió sobre la mineria havia de ser presa pels estonians, semblava que el govern central ja havia tancat els plans.
Van esclatar nombroses protestes i es van signar peticions contra les noves mines. La qüestió va arribar al punt culminant a la primavera de 1987 en un debat públic sense precedents. A l'abril, els estudiants de la Universitat de Tartu van celebrar una reunió a la sala principal de la universitat i van condemnar per unanimitat les accions de la direcció de la RSS d'Estònia. A les manifestacions tradicionals del Primer de Maig, els estudiants portaven consignes contra la mineria de fosforita i portaven samarretes grogues amb el text Fosforits, no gràcies, que es va fer molt popular.
El 8 de maig es va publicar una caricatura de Priit Pärn al diari Sirp ja Vasar (Falç i Martell). Titulat Només merda (estonià: Sitta kah!), la caricatura mostrava un pagès palejant al seu camp un tros de fem amb forma d'Estònia. La caricatura va ser àmpliament discutida i probablement és la caricatura més famosa mai publicada a Estònia.  Arran d'aquests i altres esdeveniments i davant l'oposició generalitzada a les mines, el 18 de setembre de 1987 les autoritats soviètiques van haver de fer marxa enrere en els seus plans. El final de la Guerra dels fosforits és difícil de definir, però el moviment es va calmar majoritàriament durant el 1988.

## Conseqüències
Pel que fa al moviment independentista estonià, les conseqüències no desitjades de la campanya van ser d'importància similar al resultat immediat. La Guerra dels fosforits va activar les masses estonies, va donar fe a la gent en el poder de l'acció col·lectiva i va ser un factor important en la desaparició de la por al règim. En general, va actuar com un catalitzador que va conduir a la desestabilització del govern soviètic a Estònia.